# 山本光正
山本 光正（やまもと みつまさ、1944年7月 - ）は日本の歴史学者。元国立歴史民俗博物館・総合研究大学院大学教授。

## 略歴
東京都台東区生まれ。1967年に法政大学文学部史学科、1970年に法政大学大学院修士課程を修了する。同年、神奈川県企画調査部県史編集室事務嘱託、1974年に千葉県企画部、1980年に文化庁国立歴史民俗博物館（仮称）設立準備室に勤務する。1981年に国立歴史民俗博物館歴史研究部助手、1982年に助教授、1999年総合研究大学院大学文化科学研究科日本歴史研究専攻助教授を併任する。2007年教授に昇任。2010年定年退任。

## 著書
- 『房総の道成田街道』（聚海書林、1987）
- 『幕末農民生活誌』（同成社、2000）
- 『千葉の道千年物語-房総の歴史街道を旅する』（千葉日報社、2002）
- 『江戸見物と東京観光』（臨川書店、2005）
- 『街道絵図の成立と展開』（臨川書店、2006）
- 『東海道の創造力』（臨川書店、2008）
- 『川柳旅日記 その一 東海道見付宿まで』（同成社、2011）
- 『川柳旅日記 その二 京・伊勢そして西国を巡る』（同成社、2013）
- 『六十の手習い古文書を読む』（同成社、2015）

### 編著書
- 『東海道神奈川宿の都市的展開』（文献出版 1996）

### 監修
- 『レンズが撮らえた幕末明治日本の風景』小沢健志共監修（山川出版社、2014）

## 参考
- 国立歴史民俗博物館-研究者一覧

## 注
1. 1 2  山本光正年譜・業績目録 国立歴史民俗博物館研究報告 2010-03